# Hoeve De Lexhy
Hoeve "De Lexhy" is een carréboerderij te Millen, gelegen aan Peperstraat 20.
De hoeve heeft een oude mergelstenen kern die vermoedelijk tot de 17e eeuw teruggaat. In 1804 werd de hoeve door brand verwoest en in 1813 heropgebouwd in baksteen, waarin nog een aantal mergelstenen delen van het oudere gebouw werden opgenomen. De herbouw werd gememoreerd in het opschrift: De Waleff heeft het hier loffelyk hermaekt 1813. De familie De Waleff is lange tijd eigenaar van de hoeve geweest.